# 佛教茂峰法師紀念中學
佛教茂峰法師紀念中學（英語：Buddhist Mau Fung Memorial College，簡稱或茂峰）是座落於香港新界元朗區天水圍新市鎮的一所津貼全日制男女中文中學，亦是香港佛教聯合會的其中一間學校，校址位於天水圍天柏路18號，鄰近天慈邨和天水圍游泳池。
學校創立於1998年，創校校長為陳燕輝。現時學生逾千人，注重資訊科技方面的知識及教育，並有出色的成就。該校亦在2003年開辦校園電視台，現逢星期二、四就會在課室進行早會，亦間中會不定時直播典禮，亦有影片、音樂分享。

## 辦學宗旨
學校於1998年由香港佛教聯合會創立的。秉承佛教聯合會的辦學方針，以「明智顯悲」為校訓，致力啟發同學的智慧，培養他們的慈悲心。

## 歷任校長
| 任次 | 校長                      | 任期           | 備註 |
| ---- | ------------------------- | -------------- | ---- |
| 1.   | 陳燕輝（Mr Chan Yin-fai） | 1998年－2012年 |      |
| 2.   | 陳志維（Mr Chan Chi-wai） | 2012年－2021年 |      |
| 3.   | 廖萬里（Mr Liu Man-lee）  | 2021年－       |      |

## 著名/傑出校友
- 林秀怡：香港女演員[1]（2008年中五）

## 事件
- 2003年7月10日，任職該校數學科教師的李炳航老師在屯門公路雙層巴士墮坡事故中不幸喪生，學校遂舉行悼念活動。
- 2011年11月10日，美國喬治·華盛頓號航空母艦訪港期間，20名訪港美國海軍參觀校園，並與師生進行交流。
- 2024年5月31日至6月4日，羅馬尼亞布加勒斯特舉辦的「Infomatrix國際中學生資訊及通訊科技大賽 2024」中， 本校隊伍從眾多比賽隊伍中脫穎而出，勇奪金獎及銀獎佳績。
- 2024年7月29日至8月5日，「INDONESIA DRUM CORPS INTERNATIONAL CHAMPIONSHIP」國際比賽表演中，本校步操管樂團及中國鼓隊獲在超過40隊國際參賽隊伍中脫穎而出，勇奪兩項獎項「BEST FAVORITE SOUNDSPORT INTERNATIONAL BAND」及「BEST FAVORITE STREET PARDE INTERNATIONAL BAND」。

## 外部連結
- 佛教茂峰法師紀念中學 官方網頁 （页面存档备份，存于）
- 哭良師 車禍無情 學生有情 (2003年7月12日 蘋果日報)
- 陳燕輝校長榮休[永久]
- 學生獎項